# شتاوى

الشتاوي هو فن ليبي قديم وهو يعتمد على الإيقاع ولم يكن هناك آلة موسيقية تستخدم في موسيقى هذا الفن فكانت الأيدي هي تعمل مكان الآلة ( التصفيق ) وفي القرن الماضي استخدمت آلات موسيقية مثل ( الدربوكة , المزمار . . . الخ ) , وهو يبدأ الإيقاع بشكل هادئ وخفيف تماما مثل زخات المطر الخفيف ثم يكون سريع وقوي جدا كالمطر الغزير الذي يغطي صوتها على كل الأصوات ومن هنا جاءت تسمية الشتاوى أي ( شتاء ) وهو يستعمل في مناسبات السعيدة بشكل عام من قيبل الرجال و النساء .وتشتهر به مدينة البيضاء شرق ليبيا .